# Frank Arnal
Pour les articles homonymes, voir Arnal.
Ne doit pas être confondu avec Franck Arnal.
 (février 2023).
Si vous disposez d'ouvrages ou d'articles de référence ou si vous connaissez des sites web de qualité traitant du thème abordé ici, merci de compléter l'article en donnant les références utiles à sa vérifiabilité et en les liant à la section « Notes et références ».

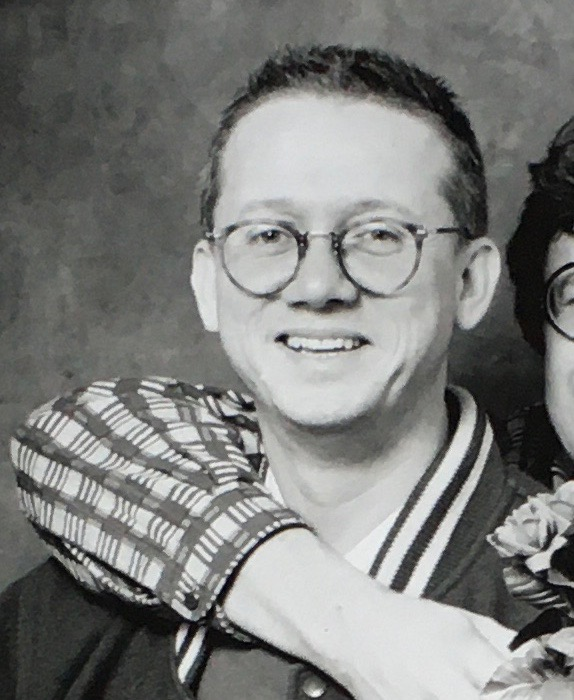
Frank Arnal en 1989.

Frank Arnal (1950-1993) est un journaliste et militant gay français. Cofondateur du journal Le Gai Pied en 1979, il fut l'une des figures de proue du militantisme homosexuel français.  
Il participe à de nombreuses activités ayant pour but l'émancipation des homosexuels dans les années 1970 : groupes de parole, agit-prop, festivals de cinéma, fondation de Gai Pied (mensuel) puis direction de Gai Pied Hebdo ; au sein du journal, il forme pléthore de jeunes journalistes qui avaient envie d'écrire et qui, lorsqu'ils n'ont pas été décimés par la maladie, poursuivront, après la fin de Gai Pied, une carrière dans différentes publications.  

## Biographie

### Jeunesse
Frank Arnal est né le 17 mai 1950 à Toulon[réf. nécessaire]. Son père, Francis, travaille comme fonctionnaire à l'équipement, puis crée une petite entreprise de travaux publics qui profita de l'expansion économique des Trente Glorieuses, mais qu'il dut revendre dans les années 1980 devant la concurrence des gros groupes du bâtiment et des travaux publics.    
Sa mère, Liliane Casella, sans profession, est la fille d'un immigrant italien venu sans un sou en poche fuyant la misère et Mussolini. Il fit fortune en créant à Colombes l'entreprise Mecachrome qui produisait des pièces de haute précision pour Airbus et Boeing. C'est peut-être ce qui aida Francis Arnal à créer sa société, mais par la suite les familles se brouillèrent. On ne peut donc pas dire, comme certains le disaient à Paris ou d'autres après sa mort (cf note [5]) que Frank était d'une « grande famille bourgeoise réactionnaire » ; simplement quand il arrive à Paris, il n'a pas de problème d'argent, il en profite et sait en faire profiter des amis.    
L'ambiance à la maison était chaleureuse et à l'image de certaines familles du sud, tolérante, à condition qu'on en reste à un certain non-dit.  

### Études et militantisme
Il passe son bac à Toulon en 1969, puis commence des études littéraires à Aix (où il rencontre sans doute Patrick Cardon, créateur, entre autres, des éditions Gay Kitsch Camp) ; s'exile à Strasbourg pour des études d'Histoire et Géographie, arrive à Paris, fait un passage au Centre de Presse et finit par passer le concours de professeur Lettres-Histoire en Lycée Professionnel.   
C'est la fin du FHAR, des années très politiques avec le GLH, puis GLH-PQ. Il y rencontre des amis qui l'accompagneront toute sa vie et dont plusieurs participeront à l'aventure du journal Gai Pied.
En février 1979, dans la galerie l’Éléphant Rose, dans l'enceinte du cinéma Olympic-Entrepôt - dirigé alors par Frédéric Mitterrand - il présente une exposition à Paris, intitulée « Documents épars sur une histoire du mouvement homosexuel à Paris, 1968 - 1978 ». À l'initiative de certains de ses amis, elle sera reprise en juin 1994, après son décès, au Centre Gai et Lesbien de Paris, puis au C.O.C. d'Amsterdam. 
La même année, il participe à la création du journal Gai Pied. Il en assure la direction de la rédaction de 1981 à 1988. Il publie certains articles sous son nom ou sous pseudonyme comme celui de Lacombe Francis (les fondateurs du magazine ayant choisi de séparer clairement journalisme et militantisme) mais surtout par jeu : Frank aimait jongler avec différents pseudonymes. Le directeur de Gai Pied, Gérard Vappereau, veut changer la périodicité du journal et passer de mensuel à hebdomadaire. Il en chargera Frank. Frank Arnal se penche sur le sujet de la perception sociale de l'homosexualité, notamment les rapports entre homosexuels et marins à Toulon. 
À la demande de Gérard Vappereau, de mars 1990 à novembre 1992, fin de la parution de Gai Pied, il anime dans ce journal une chronique, « Les Années Sida », qui témoigne de ceux qui vivent la maladie au quotidien. Ce sont des pages qu'attendent chaque semaine les lecteurs de GP ; quelque temps plus tard, elles seront publiées en alternance avec celles de Pierre Kneip (qui signe du pseudonyme de Pierre Epkin), fondateur de Sida Info Services, mort en 1995. Mais il révèle surtout un autre aspect de son engagement de militant et de chercheur : la lutte pour la prévention du sida dans la communauté gay. Il dressera un bilan des politiques menées par les institutions et autorités françaises dans les dix premières années de l'épidémie et analysera les raisons des retards pris dans ce domaine à cause des préjugés sociaux et culturels. Ce travail - présenté comme mémoire à l'Université de Bobigny - a été publié de façon posthume par son compagnon Alain Chouchan aux Éditions L'Harmattan : « Résister ou disparaître, les homosexuels face au sida, la prévention de 1982 à 1992 », -1993. 

### Mort du Sida
Dans les derniers temps, il revint vers sa famille à Toulon, dans la maison qui domine la mer et c'est là, dans la maison familiale, qu'il meurt du sida le 11 janvier 1993, entouré de ses proches. Sa tombe se trouve dans le petit cimetière du village de La Farlède, aux environs de Toulon.
Didier Lestrade, fondateur d'Act Up-Paris déclarait en 2000, dans une formule quelque peu emphatique : « un de ces héros cachés de la lutte contre le sida et pour les pédés en général ».
Gert Hekma , universitaire hollandais et ami de Frank Arnal explique : « A ce propos, aujourd'hui, cela semble facile de savoir a posteriori qu'elle aurait pu être la meilleure façon de lutter contre le sida pour le mouvement gay en général, et pour Gai Pied en particulier. Il me semble très injuste, comme l'ont fait certains, de reprocher aux militants de l'époque leur négligence ou leur déni. Frank avait immédiatement perçu la gravité de l'épidémie. Il ne faut pas oublier que les enjeux liés à la prévention du sida devaient encore être perçus sous le prisme d'une vigilance particulière en ce qui concerne la stigmatisation et la discrimination à l'égard des homosexuels. Si ce climat répressif a sans doute contribué à brouiller un temps les enjeux et les priorités par rapport à l'apparition du virus, il ne faut pas oublier qu'il s'agissait là non pas d'un fantasme mais d'une réalité : on se souvient encore trop bien, par exemple, des efforts de Charles Pasqua, ministre de l'Intérieur, pour faire interdire Gai Pied en 1986, tentative contre laquelle Frank a su s'opposer avec efficacité. » (ex æquo 28, mai 99)